# Kodi
Kodi (tidigare XBMC Media Center eller XBox Media Center) är en fri mjukvaru-mediaspelare och ett underhållningscenter med öppen källkod till flera plattformar. Ursprungligen skapades Kodi för Xbox, men har sedan dess portats till att köras även under Android, iOS, Linux, BSD, Mac OS och Windows.
Kodi stöder ett stort antal multimediaformat och har funktioner såsom spellistor, visualiseringar, bildspel, väderrapportering, samt en stor mängd med tredjepartsinsticksprogram. Som ett mediecenter kan Kodi spela de allra flesta ljud- och bildformat och läsa multimedia från nästan alla källor, inklusive cd, dvd, USB-minnen, internet, lokalt nätverk och den egna hårddisken. Kodi är ett hobbyprojekt och utvecklas enbart av frivilliga. Då mjukvaran inte är understödd på något sätt av Microsoft krävde XBMC ett modchip eller en softmod för att kunna fungera på en Xbox-spel-konsol, och numera stöder Kodi inte Xbox längre.
Genom sitt Python-baserade plugin-system så har Kodi expanderat till att inkludera funktioner som TV-guider, Youtube, Apple movie trailer-support, SHOUTcast/Podcast-streaming med mera. Den konsolbaserade versionen av Kodi innehåller också meny-funktionen att starta konsolspel, andra program och hemmabyggda applikationer såsom emulatorer.
På grund av den föråldrade hårdvaran i Xbox och en önskan av att expandera projektets bas så annonserades en Linux-port under början av 2007, och snart därefter påbörjades utveckling av en port till Mac och sedan även en port till Windows. Genom modern PC-hårdvara kan Kodi för Linux avkoda High-definition video upp till 1080p, och övergår i och med detta ett stort hinder som fanns på Xbox-versionen. Kodi för Linux har sedan början på 2009 stöd för NVIDIA's VDPAU funktion för avkodning av högupplöst video på nyare grafikkort från NVIDIA.
Kodis källkod som helhet distribueras under GNU General Public License.
En av de många sakerna som gör Kodi unik är att den läser olika video-/ljudformat obehindrat, så man bland annat slipper packa upp ZIP/RAR-filer som innehåller ISO-filer, vilket programvaran kan spela upp direkt.
Fjärrkontroll 
"XBMC (Kodi) Remote for Android" är en officiell app för XBMC. Utöver att kunna styra XBMC så kan man bläddra igenom sitt bibliotek i telefonen.
Den första augusti 2014 gick XBMC-teamet ut med att plattformen byter namn till Kodi Entertainment Center. Anledningen ska vara att nyhetsmedia har förvirrat XBMC med Xbox, faktum att det inte finns officiella versioner för Xbox 360 eller Xbox One och att XBMC-teamet inte äger alla rättigheter till namnet.